# Alliierte Hochkommissare in Konstantinopel
Die Alliierten Hochkommissare in Konstantinopel (englisch Allied High Commissioners at Constantinople) waren nach dem Ersten Weltkrieg, vom 30. Oktober 1918 bis zum 10. August 1920 (Besetzung von Istanbul), die höchste Regierungsgewalt der besetzten Zone um die Dardanellen und den Bosporus mit Sitz in Istanbul.
Ihre Rechtsgrundlage war der Waffenstillstand von Mudros. Die Pariser Friedenskonferenz 1919 entschied sich für die Bezeichnung Allied High Commissioners (türkisch İstanbul'daki Yüksek Komiserler).

## Allied High Commissioners
Frankreich (türkisch İstanbul'daki Fransız Yüksek Komiserleri):
- November 1918–Januar 1919: Jean-François-Charles Amet
- Januar 1919–30. März 1919: Louis Félix Marie Franchet d’Esperey
- 30. März 1919–Dezember 1920: Albert Defrance (2. April 1860; † 25. Januar 1936)
- 1921–22. Oktober 1923: Maurice Pellé

Italien (italienisch Alto commissario) (türkisch İstanbul'daki İtalyan Yüksek Komiserleri):
- November 1918–Januar 1919: Carlo Sforza[2]
- 1919: Romano Lodi Fé
- September 1920–22. Oktober 1923: Eugenio Camillo Garroni

Vereinigtes Königreich (türkisch İstanbul'daki İngiliz Yüksek Komiserleri):
- 31. Oktober 1918–10. August 1920: Somerset Gough-Calthorpe
- August 1919–1920: John de Robeck
- 1920–22. Oktober 1923: Horace Rumbold

Vereinigte Staaten von Amerika (türkisch İstanbul'daki Amerikan Yüksek Komiserleri):
- 30. November 1918–3. Mai 1919: Lewis Heck
- 3. Mai 1919: Gabriel Bie Ravndal (* 1865 in Norwegen; † 1950)
- 12. August 1919–10. August 1920: Mark Lambert Bristol (* 1868; † 1939)[3]